# XV Conferencia Mundial sobre Tabaco o Salud
La Organización Mundial de la Salud es un patrocinador técnico de la XV Conferencia Mundial sobre Tabaco o Salud del 20 al 24 de marzo de 2012 en Singapur.

## XV Conferencia Mundial sobre Tabaco o Salud
La Organización Mundial de la Salud es un patrocinador técnico de la XV Conferencia Mundial sobre Tabaco o Salud del 20 al 24 de marzo de 2012 en Singapur.

El tema de la conferencia de este año será “Hacia un mundo sin tabaco: planificar globalmente, actuar localmente”. El tema pone de relieve que la eficacia de los planes globales depende de la adaptación de las actividades, a las necesidades locales de las diferentes comunidades de todo el mundo.

La OMS es un patrocinador técnico de la XV Conferencia Mundial sobre Tabaco o Salud, cuya finalidad es promover alianzas regionales e internacionales mediante su programa de actividades y sus reuniones de establecimiento de contactos.

La Conferencia congrega a ponentes y participantes de diferentes países, economías y niveles epidémicos de tabaquismo con el fin de mejorar el control del tabaco. En particular, la Conferencia procura generar un mayor interés y una mayor participación de las partes interesadas y ofrecer una perspectiva global respecto de cuestiones concernientes al control del tabaco.
Organización Mundial de la Salud

## Tema de la XV Conferencia Mundial sobre Tabaco o Salud
- 2012: “Hacia un mundo sin tabaco: planificar globalmente, actuar localmente”.

## 10 datos sobre la epidemia de tabaquismo y el control mundial del tabaco
| 10 datos sobre la epidemia de tabaquismo y el control mundial del tabaco | 10 datos sobre la epidemia de tabaquismo y el control mundial del tabaco |
| ------------------------------------------------------------------------ | --- |
| 1                                                                        | La epidemia de tabaquismo mata cada año a casi 6 millones de personas. Además, más de 600 000 muertes anuales ocurren entre personas no fumadoras expuestas al humo de tabaco. Mueren de cáncer, cardiopatías, asma y otras enfermedades. En total, la epidemia de tabaquismo mata cada año a casi 6 millones de personas, De proseguir esa tendencia, para 2030 la cifra aumentará hasta más de 8 millones anuales. El consumo de tabaco es un factor de riesgo para seis de las ocho principales causas de defunción en el mundo.                                                                                           |
| 2                                                                        | 80% de las defunciones ocurren en el mundo en desarrollo. Por desgracia, la epidemia avanza ahora hacia el mundo en desarrollo donde, en el curso de los próximos decenios, se producirá más de 80% de las defunciones relacionadas con el tabaco. Este cambio de rumbo obedece a una estrategia de comercialización mundial que permite a la industria tabacalera llegar a los jóvenes y adultos del mundo en desarrollo. Además, como actualmente la mayoría de las mujeres no consumen tabaco, la industria tabacalera se dirige a ellas persuasivamente para acceder a ese posible mercado nuevo.                         |
| 3                                                                        | La epidemia de tabaquismo es prevenible. El hombre ha causado la epidemia de tabaquismo, que es totalmente prevenible. Aun así, menos de 10% de la población mundial vive en países que protegen como es debido a su población mediante alguna de las intervenciones normativas clave que han permitido reducir sustancialmente el consumo de tabaco en los países que las han aplicado. |
| 4                                                                        | Las seis políticas MPOWER para poner freno a la epidemia. La estrategia MPOWER de la OMS incluye las seis políticas más eficaces que pueden poner freno a la epidemia de tabaco: Monitoring: Vigilar el consumo de tabaco y las políticas de prevención Protecting: Proteger a la población de la exposición al humo de tabaco Offering: Ofrecer ayuda para poder dejar de consumir tabaco Warning: Advertir de los peligros del tabaco Enforcing: Hacer cumplir las prohibiciones sobre publicidad, promoción y patrocinio Raising: Elevar los impuestos al tabaco                                                           |
| 5                                                                        | Política MPOWER Nº 1: Vigilar el consumo de tabaco y las políticas de prevención Es preciso impulsar la evaluación del consumo de tabaco y sus efectos. Actualmente, la mitad de los países del mundo - dos de cada tres en el mundo en desarrollo - no disponen siquiera de información básica sobre el consumo de tabaco entre jóvenes y adultos. |
| 6                                                                        | Política MPOWER Nº 2: Proteger a la población de la exposición al humo de tabaco El consumo de tabaco está permitido en las oficinas públicas, los espacios de trabajo y otros lugares cerrados de más de la mitad de los países del mundo, lo que representa cerca de las dos terceras partes de la población mundial. La aplicación de políticas que favorecen los lugares de trabajo libres de tabaco en varios naciones industrializadas ha permitido reducir su consumo entre los empleados en un 29% por término medio.                                                                                                 |
| 7                                                                        | Política MPOWER Nº 3: Ofrecer ayuda para poder dejar de consumir tabaco Tres de cada cuatro fumadores, conscientes de los peligros del tabaco, quieren dejar de fumar. Sólo el 5% de la población mundial dispone de servicios completos para el tratamiento de la dependencia del tabaco. A los fumadores les resulta difícil abandonar su hábito sin ayuda, y la mayoría debe recurrir a ella para superar su dependencia. Los sistemas de atención de salud de los países son los principales responsables de ofrecer el tratamiento para la dependencia del tabaco.                                                       |
| 8                                                                        | Política MPOWER Nº 4: Advertir de los peligros del tabaco Las advertencias gráficas en los paquetes de productos de tabaco disuaden de su consumo, pero solo en 15 países, que representan el 6% de la población mundial, es obligatorio incluir advertencias ilustradas que abarquen al menos el 30% de la superficie principal. Más del 40% de la población mundial vive en países donde no se impide el uso de términos desorientadores y engañosos en los paquetes, por ejemplo, «light», «ligeros» y «con bajo contenido en alquitrán», ninguno de los cuales significa que se reduzca de hecho el riesgo para la salud. |
| 9                                                                        | Política MPOWER Nº 5: Hacer cumplir las prohibiciones sobre publicidad, promoción y patrocinio Alrededor de la mitad de los niños del mundo vive en países donde no se prohíbe la libre distribución de los productos de tabaco. Estudios comparativos a escala nacional, realizados antes y después de prohibir la publicidad del tabaco, muestran que tras las prohibiciones, su consumo ha disminuido hasta un 16%. |
| 10                                                                       | Política MPOWER Nº 6: Aumentar las tasas al tabaco En general, un aumento del 10% en los impuestos al tabaco disminuye su consumo en un 4% en los países con ingresos elevados, y en cerca de un 8% en los de ingresos bajos y medianos. Un aumento del 70% en el precio del tabaco evitaría hasta una cuarta parte de todas las muertes conexas entre los fumadores actuales. |

## 10 datos sobre el género y el tabaco
| 10 datos sobre el género y el tabaco | 10 datos sobre el género y el tabaco |
| ------------------------------------ | --- |
| 1                                    | De los 1000 millones de fumadores que hay en el mundo, aproximadamente 200 millones son mujeres El número de mujeres que fuman es mucho menor que el de hombres. En todo el mundo, alrededor de un 40% de los hombres fuman, por comparación con un 9% de las mujeres. Aun así, la epidemia de consumo de tabaco por las mujeres va en aumento en algunos países. Hay que realizar más investigaciones para entender las tendencias del consumo de tabaco en las mujeres. |
| 2                                    | Hoy en día, en algunos países el número de chicas que fuman es igual al de chicos que fuman Una encuesta de las tendencias del tabaquismo en los jóvenes efectuada por la OMS reveló que en la mitad de los 151 países estudiados el número de chicas fumadoras era semejante al de chicos fumadores. Hay indicios de que la mayoría de estas muchachas seguirán fumando cuando sean adultas. Las prohibiciones de la publicidad del tabaco, como está previsto en el Convenio Marco de la OMS para el Control del Tabaco, podrían ayudar a detener el aumento del consumo de tabaco entre las chicas. |
| 3                                    | Los niños y las niñas tienen diferentes motivos para empezar a fumar Muchas más chicas que chicos fuman porque creen, erróneamente, que ello es una buena forma de controlar su peso. La poca autoestima está asociada con el tabaquismo de las muchachas, y estudios efectuados en algunos países desarrollados indican que ellas tienen una autoestima más baja que los muchachos. Las estrategias de control del tabaquismo deben tener en cuenta que las decisiones de uno y otro sexo para empezar a consumir tabaco son influidas por diferentes factores culturales, psicosociales y socioeconómicos. |
| 4                                    | Cada año, 1,5 millones de mujeres mueren a causa del consumo de tabaco Cada año, el consumo de tabaco mata a más de 5 millones de personas en el mundo, y aproximadamente 1,5 millones de estas son mujeres. La mayoría de ellas (el 75%) viven en países de ingresos bajos y medianos. Si no se toman medidas urgentes, el consumo de tabaco podría matar a casi 8 millones de personas cada año de aquí a 2030, y 2,5 millones de ellas serían mujeres. |
| 5                                    | Las mujeres constituyen uno de los objetivos más grandes de la industria tabacalera Es preciso impulsar la evaluación del consumo de tabaco y sus efectos. Actualmente, la mitad de los países del mundo - dos de cada tres en el mundo en desarrollo - no disponen siquiera de información básica sobre el consumo de tabaco entre jóvenes y adultos. |
| 6                                    | Las mujeres fuman más cigarrillos de tipo «light» que los hombres Las estrategias de mercadeo atraen a los consumidores utilizando categorías falsas como «light» o «bajo en alquitrán»: Más mujeres que hombres (63% frente a 46%) fuman cigarrillos «light» porque creen erróneamente que esto significa «más seguro». A decir verdad, las personas que fuman cigarrillos «light» suelen compensar inhalando más profunda y frecuentemente para absorber la cantidad deseada de nicotina. |
| 7                                    | El consumo de tabaco daña a las mujeres de manera diferente que a los hombres Por comparación con las mujeres que no fuman, las fumadoras tienen más probabilidades de sufrir esterilidad y problemas para concebir. Fumar durante el embarazo aumenta los riesgos de parto prematuro, mortinato y muerte del recién nacido, y puede disminuir la producción de leche materna. El tabaquismo aumenta el riesgo de muchos cánceres de la mujer, en particular el del cuello uterino. |
| 8                                    | El 64% de las muertes causadas por el humo de tabaco en el ambiente corresponde a las mujeres En todo el mundo, el humo de tabaco en el ambiente causa más de 600 000 muertes al año y el 64% de estas corresponden a mujeres. En algunos países, el humo ajeno representa una amenaza mayor para las mujeres que la posibilidad de que estas pudieran empezar a fumar. Más del 90% de la población del mundo aún no está cubierta por leyes nacionales integrales sobre la prohibición de fumar en determinados lugares. Más del 40% de la población mundial vive en países donde no se impide el uso de términos desorientadores y engañosos en los paquetes, por ejemplo, «light», «ligeros» y «con bajo contenido en alquitrán», ninguno de los cuales significa que se reduzca de hecho el riesgo para la salud. |
| 9                                    | Los fumadores deben evitar exponer al humo de tabaco en el ambiente a las personas con las que viven y trabajan Es frecuente que mujeres y niños carezcan del poder para conseguir que haya lugares donde no se fume, en particular en sus propios hogares, centros de trabajo y otros lugares públicos. Toda persona, con independencia de su edad o sexo, debería estar protegida del humo del tabaco en el ambiente. |
| 10                                   | Controlar el consumo de tabaco por las mujeres es una parte importante de cualquier estrategia de control del tabaquismo Los programas de prevención del tabaquismo y abandono del hábito de fumar deberían integrarse en los servicios de salud maternoinfantil y reproductiva. Las advertencias sobre los efectos nocivos del tabaco deben tener en cuenta que la tasa de analfabetismo es más alta en las mujeres, por tal motivo, hay que utilizar imágenes claras para lograr que quienes no saben leer puedan entender los riesgos para la salud relacionados con el consumo de tabaco. |

## Diez datos sobre el tabaquismo pasivo
| Diez datos sobre el tabaquismo pasivo | Diez datos sobre el tabaquismo pasivo |
| ------------------------------------- | --- |
| 1                                     | El humo ambiental es el humo que llena restaurantes, oficinas u otros espacios cerrados, cuando se quema tabaco en cigarrillos, bidis y narguiles (pipas de agua). Todos estamos expuestos a sus efectos nocivos. |
| 2                                     | En las directrices para la aplicación del artículo 8 del Convenio Marco de la OMS para el Control del Tabaco se afirma que «no existe un nivel inocuo de exposición al humo de tabaco». Crear ambientes totalmente libres de humo de tabaco es la única manera de proteger a las personas de los efectos nocivos del tabaquismo pasivo.                                                                                      |
| 3                                     | El tabaquismo pasivo causa 600 000 muertes prematuras por año. En el humo de tabaco hay más de 4000 sustancias químicas, de las cuales se sabe que al menos 250 son nocivas y más de 50 cancerígenas. |
| 4                                     | En los adultos, el tabaquismo pasivo causa graves enfermedades cardiovasculares y respiratorias, por ejemplo cardiopatía coronaria y cáncer de pulmón. En los lactantes provoca la muerte súbita y en las mujeres embarazadas es causa de insuficiencia ponderal del recién nacido. |
| 5                                     | Las zonas de fumadores separadas o ventiladas no protegen a los no fumadores contra la inhalación de humo ajeno. El humo ambiental puede propagarse de una zona de fumadores a una de no fumadores, incluso si las puertas entre ambas están cerradas y existen dispositivos de ventilación. Sólo un ambiente totalmente libre de humo constituye una protección efectiva.                                                   |
| 6                                     | Cerca del 40% de los niños están regularmente expuestos al humo ajeno en el hogar. El 31% de las muertes atribuibles al tabaquismo pasivo corresponde a niños. |
| 7                                     | Los jóvenes expuestos al humo ajeno en el hogar tienen entre una y media y dos veces más probabilidades de comenzar a fumar que los no expuestos. |
| 8                                     | El 10% de los costos económicos relacionados con el consumo de tabaco se atribuyen al tabaquismo pasivo. El consumo de tabaco impone costos económicos directos a la sociedad, como los asociados con el tratamiento de las enfermedades relacionadas con el tabaco, así como costos indirectos, por ejemplo los asociados con la disminución de la productividad o la pérdida de salarios por causa de muerte o enfermedad. |
| 9                                     | Más del 94% de las personas no están protegidas por las leyes sobre entornos sin tabaco. Ahora bien, en 2008 el número de personas protegidas contra el tabaquismo pasivo por esas leyes aumentó un 74%, pasando de 208 millones en 2007 a 362 millones en ese año. De las 100 ciudades más pobladas, 22 son entornos sin tabaco.                                                                                            |
| 10                                    | A través del paquete de medidas de lucha antitabáquica conocido como MPOWER, la OMS ayuda a los países a aplicar las disposiciones del Convenio Marco de la OMS para el Control del Tabaco a fin de proteger a las personas contra el tabaquismo pasivo. |